# 德顺乡
德顺乡，是中华人民共和国贵州省黔东南苗族侗族自治州黎平县下辖的一个乡镇级行政单位。

## 行政区划
德顺乡下辖以下地区：
德顺社区、德顺村、平阳村、塘扒村、漂安村、地青村、平甫村、黑洞村、龙安村和张鲁村。

## 中国传统村落
- 2012年12月，平甫村被评为首批“中国传统村落”。
- 2013年8月，高洋村、下洋村被评为第二批中国传统村落。